# 水沢のの
水沢 のの（みずさわ のの、1993年9月6日 - ）は、日本の元AV女優。
鹿児島県出身、NEWGATE所属。

## 経歴
2013年9月、マキシング専属でAVデビュー。デビュー前はモデルをしていた。
2014年3月、スカパー!アダルト放送大賞2014の新人女優賞にノミネートされ、受賞はならなかったが新設の週刊大衆賞を受賞。
2015年3月、スカパー!アダルト放送大賞2015においてスカパー!オンデマンドアダルト賞を受賞。
2015年6月でAV女優として引退をすることをブログで発表した。このブログの中でVTRの撮影が多忙のため大学を留年したことを明かしていた。

## 人物
趣味は、ウォーキング。特技は、人間観察。
初体験は14歳のときに、3歳年上の彼氏と。経験人数は7人。

## 出演

### アダルトビデオ
※マキシング専属
2013年
- 新人（9月16日） - DVD&BD
- 肉食系エログラマラス（10月16日） - DVD&BD
- 至高のぬるぬる競泳水着×水沢のの（11月16日）
- 淫乱痴女ナース×水沢のの（12月16日）

2014年
- ザーメン面汚し顔射洗礼（1月16日）
- 8頭身モデルバス痴漢レイプ（2月16日）
- 水沢のの×ボンテージQUEEN（3月16日）
- 犯りまくる淫乱ドS女教師（4月16日）
- 風俗ちゃんねる36（5月16日）
- 屈辱の全裸美人秘書（6月16日）
- 日焼けあと×ガチンコFUCK 水沢のの（7月16日）
- Premium PEACH Hip ～性熟美尻～ （8月16日）
- 完全主観！水沢ののと夢の同棲性活。（9月16日）
- 猛虐青姦レイプ（10月16日）
- とおり雨 ～しとどに濡れる秘肉～（11月16日）
- 昏睡キメセク ～媚薬×催眠×泥酔～（12月16日）

2015年
- 別顔キャビンアテンダント（1月16日）
- 欲情温泉旅行 淫猥の旅 一泊二日（2月16日）
- 未亡人奴隷（3月16日）
- 究極の美女が施す魅惑のマッサージ（4月16日）
- 精子ヌキ狂い30連発! （5月16日）
- 完全引退 緊縛肉奴隷 （6月16日）

### ヌードイメージ
- 官能小説 ポルノグラフィア 「タントラセックス」（2014年3月14日、東映） - 週刊ポスト掲載のグラビア官能小説「ポルノグラフィア」の映像化